# Динамо (регбийный клуб, Бухарест)
Регбийный клуб «Динамо» (Бухарест) — румынский регбийный клуб из Бухареста, выступающий в СуперЛиге. Принципиальным соперником является клуб «Стяуа».

## История
Клуб был основан в 1949 году, как регбийное отделение спортивного общества Министерства Внутренних Дел Румынии «Динамо». Спустя два года после основания команда сумела выиграть свой первый титул, став чемпионами Румынии. Основу команды в те годы составляли такие игроки как Тити Йонеску, Паул Йорданеску, Корнел Алдя, Флориан Гьондя и другие.
До начала 90-х годов XX века клуб добивался успехов лишь эпизодически, поскольку гегемоном всего румынского регби служила другая бухарестская команда «Стяуа». Тем не менее, «бульдоги» — единственный румынский клуб, одержавший победу в Кубке европейских чемпионов по регби: в 1967 году по сумме двух матчей был обыгран французский «Ажен».
Наибольшее число титулов было завоёвано клубом в конце 90-х — начале 2000-х годов, после чего наметился вновь спад в результатах.
В сезоне 2020 года клуб стал участником только что созданной Континентальной клубной регбийной лиге

## Достижения
- Чемпионат Румынии по регби
  - Победитель (17): 1951, 1952, 1956, 1965, 1969, 1982, 1991, 1994, 1996, 1998, 2000, 2001, 2002, 2004, 2007, 2008, 2023.
- Кубок Румынии по регби
  - Победитель (12): 1959, 1980, 1989, 1996, 1996, 1998, 2000, 2001, 2002, 2004, 2008.
- Кубок Европейских Чемпионов по регби
  - Победитель (1): 1967.